# Ocotea tomentosa
Ocotea tomentosa är en lagerväxtart som beskrevs av H. van der Werff. Ocotea tomentosa ingår i släktet Ocotea och familjen lagerväxter. Inga underarter finns listade i Catalogue of Life.